# Keltischer Jahreskreis
|  | Dieser Artikel wurde auf der Qualitätssicherungsseite der Redaktion Mythologie eingetragen. Bitte hilf mit, diesen Artikel zu verbessern, und beteilige dich an der Diskussion. |

Der Begriff keltischer Jahreskreis bezeichnet eine im keltischen Neuheidentum gebräuchliche Konstruktion jahreszeitlicher Feste und Rituale.

## Historisches
Obwohl die einzelnen Feste des keltischen Jahreskreises teilweise historische Vorbilder in überlieferten volkstümlichen Bräuchen oder irischen Volksfesten haben, tritt der keltische Jahreskreis in seiner heutigen Form zuerst in der neo-druidischen Bewegung Ende des 18. Jahrhunderts bei dem walisischen Dichter Edward Williams (bekannter unter dem Namen Iolo Morganwg) auf. Von Williams stammen auch die walisischen Bezeichnungen der „Albane“, die sonst historisch nicht nachweisbar sind. Viele dieser Feste waren auch den Ethnologen des 19. Jahrhunderts als typische europäische „Feuerfeste“ geläufig, wie etwa Sir Joseph Norman Lockyer, die ein hohes Alter vor allem der Sonnenfeste bis in die Jungsteinzeit annahmen.
Es handelt sich dabei um eine an z. T. bis heute erhaltenen Bräuchen orientierte neopagane Konstruktion, die unter anderem von neuzeitlichen Druiden und auch in den Wicca-Jahreskreis übernommen worden ist. Im Widerspruch zum modernen keltischen Jahreskreis stehen teilweise Berichte über die keltische Zeitrechnung bei Polybios und Strabo oder der gallische Kalender von Coligny.

## Sonnen- und Mondfeste
Die Feste des keltischen Jahreskreises werden in Sonnen- und Mondfeste eingeteilt. Bei den Kelten der Antike und Spätantike galt generell der Vollmond als eine heilige Zeit, weswegen sie ihre Feste vornehmlich zu diesem Zeitpunkt begingen. Die Keltiberer feierten sogar bei jedem Vollmond das Fest ihres namenlosen Mondgottes. Andere wichtige Termine wie das Mistelschneiden sollen laut Plinius auch zum Monatsbeginn 6 Tage nach Neumond begangen worden sein. Die Fest-Termine, die in vorchristlicher oder vorrömischer Zeit sehr wahrscheinlich nicht nach dem Sonnenstand festgelegt wurden, also Imbolc, Beltaine, Lughnasadh und Samhain, werden als Mondfeste interpretiert. Die Feste der Tagundnachtgleiche sowie Mittwinter und Mittsommer sind Sonnenfeste. Sie werden je nach Kontext unterschiedlich bezeichnet, bei den Neodruiden etwa als Albane, im Wicca-Jahreskreis und dem Asatru-Festkalender der Germanischen Glaubens-Gemeinschaft (Géza von Neményi) dagegen mit hauptsächlich germanischen Namen (Jul, Ostara, Litha/Miðsumarblót, Mabon/Haustblót).
Im modernen keltischen Jahreskreis werden zumeist die irischen Feste, also die „Mondfeste“ als Hauptfeste begangen, wobei vor allem Beltaine und Samhain besonders hervorzuheben sind. Von den historischen Kelten ist keine besondere Gewichtung eines bestimmten Festes überliefert beziehungsweise regional wurden unterschiedliche Hauptfeste gefeiert.
Die Sonnenfeste, vor allem die Tagundnachtgleichen werden im keltischen Neuheidentum zumeist als Nebenfeste begangen. Auch das Fest Imbolc wird häufig als Nebenfest bezeichnet. Historisch überlieferte keltische Feste wie das Fest der Göttin Epona (einige Tage vor der Wintersonnenwende) wurden nicht in den neopaganen Jahreskreis aufgenommen. Problematisch ist deren Bezeichnung als „Mitte“ bestimmter Jahreszeiten deswegen, weil diese Bezeichnung sich rein von dem Lauf der Sonne zwischen Frühlings- und Herbsttagundnachtgleiche herleitet, während der irische Kalender nur zwei Jahreszeiten von Mai bis November kannte. Zum Beispiel wird die Sommersonnenwende Alban Hefin manchmal als „Mittsommer“ bezeichnet. Im irischen Kalender beginnt der Sommer allerdings mit Beltaine, so dass Lughnasadh der ursprüngliche Mittsommer sein müsste. Auch im astronomischen Kalender selbst ist die Sommersonnenwende nicht der „Mittsommer“, sondern der Sommerbeginn an sich, so dass auch hier die Mitte des Sommers um Lughnasadh (1. August) liegt.

## Zeitpunkte
Die Zeitpunkte der Mondfeste werden im keltischen Neuheidentum nach den den volkstümlichen irischen Terminen am nächsten gelegenen Vollmonden festgelegt, variieren also jedes Jahr. Die Zeitpunkte der Sonnenfeste werden jedes Jahr nach dem Sonnenstand berechnet.
Die folgende Tabelle beruft sich auf den Kalender von Coligny, dessen erstes erhaltenes Fragment mit Samnos beginnt, allerdings wird die Deutung von Samhain (seit dem Julianischen Kalender der 1. November) als Jahresanfang bestritten, wahrscheinlicher sei, wie in den meisten Kulturkreisen, das Frühjahr, vor allem Beltane.
| 1. November | 21. Dezember      | 1. Februar | 21. März         | 1. Mai   | 21. Juni          | 1. August  | 23. September |
| ----------- | ----------------- | ---------- | ---------------- | -------- | ----------------- | ---------- | ------------- |
| Samhain     | Wintersonnenwende | Imbolc     | Frühlingsäquinox | Beltaine | Sommersonnenwende | Lughnasadh | Herbstäquinox |
| Mondfest    | Sonnenfest        | Mondfest   | Sonnenfest       | Mondfest | Sonnenfest        | Mondfest   | Sonnenfest    |

Von Gruppen und Personen, welche diese Feste heutzutage feiern, werden die Zeitpunkte oft ausgehend vom ersten Neumond errechnet, welcher nach dieser Rechenmethode zwischen den 20. Dezember und 18. Januar fällt.
In einer vereinfachten Berechnungsmethode wird der erste Vollmond nach der Wintersonnenwende (um den 21. Dezember, aber nicht fix) angesetzt. Der erste Vollmond danach ist der erste, deshalb können sich die Termine der Mondfeste erheblich verschieben.
| 11. Neumond | 21. Dezember      | 2. zunehmender Mond | 21. März         | 5. Vollmond | 21. Juni          | 8. abnehmender Mond | 23. September |
| ----------- | ----------------- | ------------------- | ---------------- | ----------- | ----------------- | ------------------- | ------------- |
| Samhain     | Wintersonnenwende | Imbolc              | Frühlingsäquinox | Beltane     | Sommersonnenwende | Lughnasadh          | Herbstäquinox |
| Mondfest    | Sonnenfest        | Mondfest            | Sonnenfest       | Mondfest    | Sonnenfest        | Mondfest            | Sonnenfest    |

Eine weit verbreitete Rechenmethode ist die folgende:
1. Samhain – Beginn des Winterhalbjahres und Neujahr der Hexen, 11. Neumond im Kalenderjahr
2. Yule – Wintersonnwende, 21. Dezember fix
3. Imbolc – 2. Vollmond nach Yule
4. Ostara – Frühjahrstagundnachtgleiche, 21. März fix
5. Beltane – Beginn des Sommerhalbjahres, 5. Vollmond nach Yule
6. Litha – Sommersonnwende, 21. Juni fix
7. Lammas – 8. Vollmond nach Yule
8. Mabon – Herbsttagundnachtgleiche, 23. September fix

Übertragen auf den heutigen Sonnenkalender, liegen sich Beltane und Samhain sowie Imbolc und Lammas genau gegenüber und so werden die Feste von vielen wie folgt gefeiert.
1. Imbolc – 2. Februar
2. Ostara  – 21. März – Frühjahrgleiche
3. Beltane – 30. April
4. Litha – 21. Juni – Sommersonnwende
5. Lammas – 2. August
6. Mabon  – 23. September – Herbstgleiche
7. Samhain  – 31. Oktober
8. Yule  – 21. Dezember – Wintersonnwende

### Samhain
- Mondfest

In Teilen Irlands ist Samhain die Nacht auf den 1. November, das wichtigste Fest, aus dem Halloween entstand. Es gilt als Fest des Spätherbstes, als Mitte des keltischen Jahres, und als Fest der Toten, bei dem die Tore zur Anderswelt offenstehen und die Sidhe die Welt der Sterblichen besuchen und Sterbliche sich in die Welt der Sidhe verirren konnten. Die weit verbreitete These, es sei das Fest des keltischen Jahresanfangs, geht auf John Rhys zurück; seine Behauptungen sind allerdings wenig schlüssig, der Jahresbeginn war wohl, wie überall bis zur Einführung des Julianischen Kalenders, der 1. oder der 25. März, wie auch teilweise am Osterfest das christliche Kirchenjahr begann. Das Fest entspricht weitestgehend dem gallischen „Trinox Samonis“ welches von den historischen Kelten Anfang November begangen wurde und auch im Kalender von Coligny erwähnt wird. Im ehemals germanischen oder keltisch-germanischen Raum ist traditionell der 11. November das wichtigere Datum. Bei den Schotten entspricht Samhain weitestgehend dem Fest „Féile na Marbh“ sowie in Wales „Nos Galen-gaeof“. Christianisiert entspricht das Samhain Fest Allerheiligen und Allerseelen.
An Volksbrauchtum ist die Dekoration des Hauses mit Symbolen des Todes wie Weidenzweigen und Kürbissen (früher Steckrüben) und anderen Pflanzen überliefert, Backwerk (in Teilen Englands in Form von Hirschgeweih) des Weiteren mantisches Brauchtum wie Bleigiessen und festliche nächtliche Umzüge mit Laternen oder Fackeln. In Irland wurde vor Samhain auch Gericht gehalten und im Mittelalter Todesurteile vollstreckt. Die Ulstersage erwähnt das Berühren eines Erhängten als Mutprobe, was häufig als Überbleibsel heidnischer Menschenopfer gedeutet wurde.
Gottheiten, die heute von Neuheiden zu Samhain verehrt werden, sind unter anderem der Gott Esus (als Gott der Gehenkten), Cernunnos (aufgrund der Geweihsymbolik), die Morrigan oder Badb sowie das Paar Samhain und Sawan als Totengötter und Verkörperungen des Samhainfestes.
Verbreiteter ist die kommerzialisierte Variante, das amerikanische Halloween.

### Mittwinter oder Wintersonnenwende
- Sonnenfest

Dieses Fest findet immer etwa am 21. Dezember (Wintersonnenwende) statt, dem kürzesten Tag des Jahres. Das Fest geht auf irische und schottische Feuerfeste zur Mittwinterzeit zurück, was in Irland und Teilen Schottlands als Dubluachair bezeichnet wird. Es ist unklar, ob es sich hier um alte keltische Bräuche handelt oder ob diese Feste vielmehr auf die Wikingerzeit zurückgehen. Von den historischen Kelten ist kein Mittwinterfest überliefert, jedoch merkt der Kalender von Coligny in der Nähe der Wintersonnenwende die Festtage „Deuorius Riuri“ und „Mapanos“ an, der mit dem Namen des Gottes Maponos verbunden wird.
Das Neuheidentum übernahm volkstümliche Sitten wie den Feuerumzug oder das Mittwinterfeuer sowie die schottische Tradition, die „Corn Maiden“ (eine Puppe, die aus den letzten Garben der Ernte eines Feldes gebunden wurde) bis zur Mittwinterzeit aufzubewahren, um sie dem Vieh zu verfüttern, damit dieses durch das nächste Jahr gesättigt ist, und verband sie häufig mit insularen Neujahrsbräuchen wie dem walisischen Umzug der Mari Lwyd oder dem schottischen Hogmanay-Brauchtum. Daneben wurde aber auch der Weihnachtsbaum-Brauch häufig beibehalten, allerdings abgewandelt zum Bile oder Heiligen Baum und Abbild des Welten- oder Lebensbaumes. Zu den Göttern, die zur Winterzeit von Neuheiden häufig verehrt werden, zählen unter anderem Sulis, Grainne, Mabon, Belenus und Lugh als vermeintliche Sonnengottheiten sowie Cernunnos, Taranis und die Cailleach als Sinnbilder der Wälder, der Winterstürme sowie der kalten Jahreszeit selbst. Die Neo-Druiden und Wiccan nennen Mittwinter auch „Alban Arthuan“ oder „Alban Arthan“, eine Bezeichnung, die sich zuerst bei Iolo Morganwg findet. Germanisch orientierte Neuheiden sowie einige Wicca-Traditionen und keltisch-germanische Mischkulte verwenden dagegen die Bezeichnung Jul.

### Imbolc oder Latha na Brigid

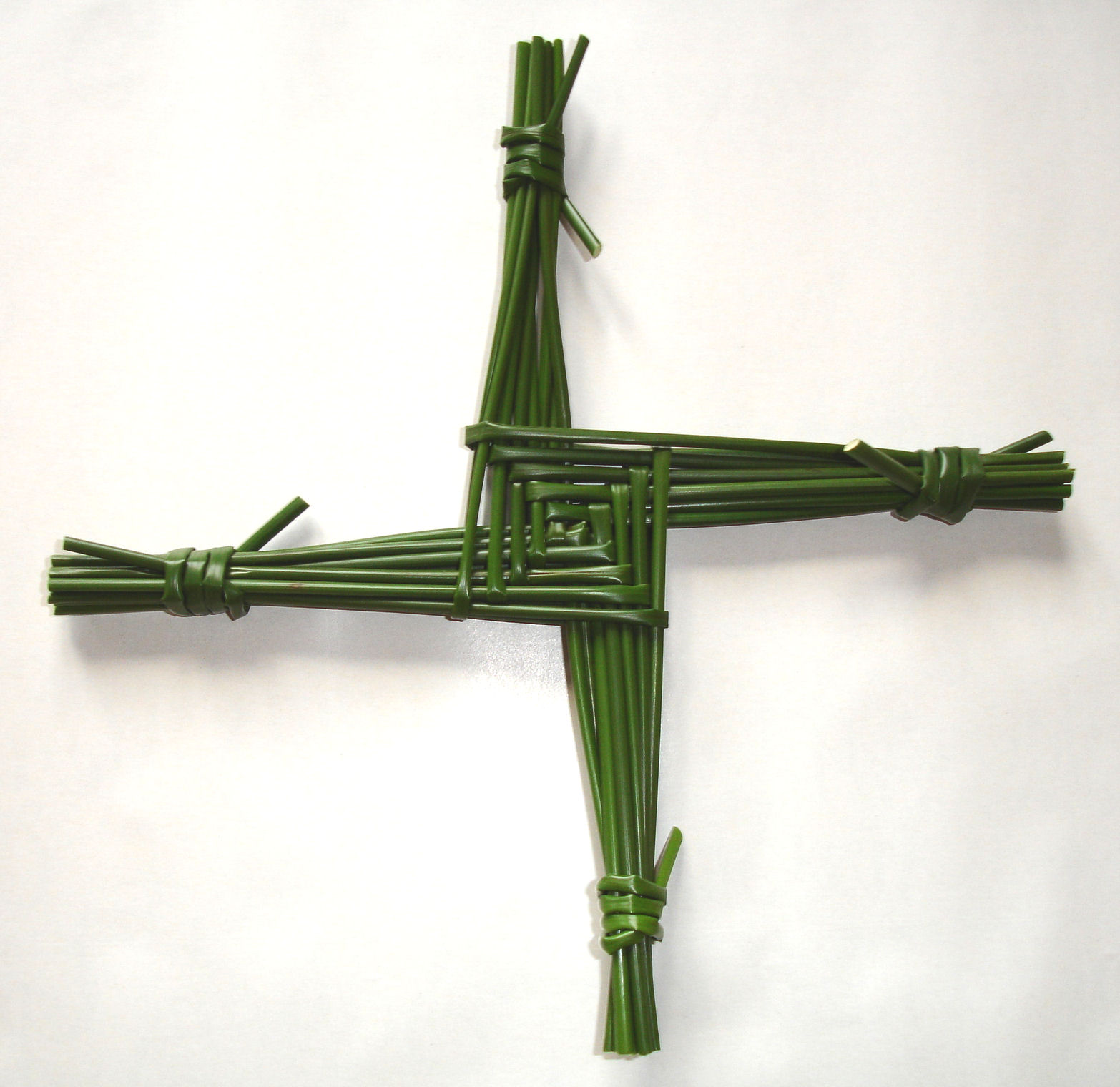
Saint Brigid’s Cross

- Mondfest

Zirka 1. bis 2. Februar wird Imbolc gefeiert, der Frühlingsanfang, das der Göttin Brigid geweihte Fest der Wiederkehr des Lichtes.
Imbolc (ausgesprochen „IM-bulk“ oder „EM-bowlk“), auch Oimealg genannt, ist ein irisch-schottisches Frühlings- oder Frühjahrsfest. Der Name leitet sich eventuell von „oimelc“ ab, was „Mutterschaf Milch“ bedeutet, was das Fest als Fruchtbarkeitsfest, als Fest der erstmals Milch absondernden Schafe zum Ausklang des Winters herausstellt.
Kontinental ähneln ihnen die Bräuche zu Maria Lichtmeß oder das skandinavische Disablót, die auch in die Zeit der Fastnachtsumzüge fallen. Der Coligny Kalender erwähnt kein Fest zu diesem Zeitpunkt, jedoch erwähnt Gregor von Tours ein gallisches Fest der Göttin Berecynthia, das viele Gemeinsamkeiten mit dem neuzeitlichen irischen Brauchtum aufweist. Christianisiert ist das Fest mit Darstellung des Herrn und der heiligen St. Brigid verbunden worden.
Aus dem irischen Volksbrauchtum ist überliefert, dass Brighid-Kreuze aus Stroh geflochten wurden sowie Reinigungsbräuche wie das Schmücken des Hauses mit frischen Birkenzweigen oder das Ausstreuen von Salz vollzogen wurden. Eine Brigid genannte Strohpuppe wird von den Menschen symbolisch bewirtet und wie beim historischen Fest der Berecynthia zur Segnung der Felder durch die Ortschaften getragen. In Teilen der französischen Pyrenäen wurde eine ähnliche Strohpuppe, genannt Rosetta, symbolisch mit einem Bären (einem verkleideten jungen Mann) vermählt. Auch in Deutschland ist zu dieser Zeit ein „Bärenbrauchtum“ mit Umzügen weit verbreitet.
Die Neuheiden übernahmen diese Bräuche, erweiterten sie oft jedoch noch um Kerzenweihen, die die Wiedergeburt der Sonne darstellen sollen. Brigid wird von ihnen zu Imbolc als Frühlingsgöttin verehrt, das Rosetta-Brauchtum bringen einige mit den Göttinnen Artio oder Rosmerta und mit den „Bärengöttern“ Matunus und Artaios in Verbindung.

### Frühlingsäquinox oder Frühlings-Tagundnachtgleiche
- Sonnenfest

Zirka am 21. März ist die Frühlings-Tagundnachtgleiche, das zunehmende Äquinoktium. Es bezeichnet astronomisch den Frühlingsanfang. Historisch gibt es kein keltisches Fest, das nachgewiesenermaßen zu diesem Zeitpunkt begangen wurde, jedoch wurde für die modernen heidnischen Frühlingsbräuche das schottische Osterfest „Latha na Cailliche“ zum Vorbild genommen.
Volkstümlich fallen in diese Zeit sowohl die Fastenzeit als auch das christliche Osterfest. Entsprechendes Brauchtum wurde von der neuheidnischen Bewegung entlehnt und „re-paganisiert“.
Üblich sind das Schmücken des Hauses mit frischen Blumen und das Opfern von geflochtenen Kränzen. Auch das Ei und der Hase wurden als Fruchtbarkeitssymbole teilweise übernommen und mit einer weiblichen Mondgottheit in Verbindung gebracht. Generell wird die Wiedergeburt der Natur gefeiert, die Wintergöttin (von einigen Neuheiden mit der Cailleach identifiziert) verwandelt sich in Stein beziehungsweise nimmt die Gestalt der Frühlingsgöttin (teilweise mit Brigid identifiziert) an. In einigen Kulten wird eine Vermählung der Göttin mit einem Frühlingsgott als Akt des Hieros Gamos  zur Versinnbildlichung ihrer Verwandlung zelebriert. Als „Götter“ werden mit dem Frühlingsäquinox unter anderem die schottische Cailleach sowie die Matrona (aufgrund ihres Beinamens „Austriahae“ der mit dem Begriff Ostern verwandt ist), Ceridwen (aufgrund ihrer Hasen- und Mondsymbolik) und Brigid in Verbindung gebracht, der Frühlingsgott wird manchmal Angus oder Mabon genannt.
Die Neo-Druiden und manche Traditionen der Wicca-Religion verwenden auch den Begriff „Alban Eiler“  („Licht der Erde“), der wie auch die Bezeichnung der anderen Albane zuerst bei Edward Williams nachzuweisen ist. Im germanischen Neuheidentum und in vielen Wicca-Traditionen heißt das Fest hingegen Ostara (oder seltener „Ostarûn“), nach einer hypothetischen gleichnamigen germanischen Göttin, welche vom katholischen Heiligen Beda Venerabilis erwähnt wird. Die von Jacob Grimm aus dem Namen „Eostra“ abgeleitete Bezeichnung Ostara ist allerdings sprachgeschichtlich nicht korrekt.

### Beltaine oder Cetsamuin
- Mondfest

Die Nacht auf den 1. Mai ist Beltane (auch Beltene), der Sommeranfang. Es ist ein irisch-schottisches Fest des Sommeranfangs und der Beginn des neuen Jahres (siehe oben Samhain). In Wales ist es auch als Cetsamuin oder „erster Sommer“ bekannt. Ihm entspricht grob das kontinentale Brauchtum zum ersten Mai sowie die Bräuche zur Walpurgisnacht. Aus der Geschichte ist kein keltischer Brauch zum ersten Mai bekannt, jedoch ist Beltaine ein traditionelles irisches Volksfest und wird manchmal mit dem altkeltischen Fest „Decamnoxtion“ verglichen, welches zu Ehren des Gottes Grannus begangen wurde, dessen genaues Datum jedoch unbekannt ist. Es gibt aber auch die Berechnung nach dem Mondkalender, wobei dann Beltane auf den fünften Vollmond fällt. Dann kann das Fest – wie 2008 – auch auf den 20. Mai fallen.
Volkstümlich ist Beltaine als Feuerfest überliefert, bei dem traditionell die Herden zur Segnung und Reinigung zwischen zwei Feuern hindurch getrieben wurden. Auch Mutproben wie Sprung oder Tanz durchs Feuer waren in früher Neuzeit noch sehr beliebt. Des Weiteren wurden zu Beltaine Märkte, Versammlungen und Gerichtstage abgehalten, die mit Tanz und Musik abgeschlossen wurden. Noch heute gibt es vielerorts Mai-Wanderungen, Tanz-in-den-Mai und den Brauch des Maibaums.
Die Neuheiden übernahmen Beltaine als Fruchtbarkeitsfest des Gottes Belenus, der als Feuergott interpretiert wurde. Häufig werden auch andere Götter wie Lugh, Gwynn oder Aed mit ihm in Verbindung gebracht. Der Maibaum wird als Bile oder heiliger Baum und Welten- oder Lebensbaum angesehen sowie als phallischer Repräsentant für die maskuline Kraft der Sonne, die in den vaginal-symbolischen Blumenring an der Spitze eindringt, der für die weibliche Erde mit ihren nährenden Kräften steht. Manche sehen aber auch das Loch im Boden, durch den der Maibaum in die Erde eindringt, als femininen Aspekt an.

### Mittsommer oder Sommersonnenwende
- Sonnenfest

Die Nacht auf den 21. Juni (Sommersonnwende, Mittsommer) bezeichnet das Fest der Sommermitte und Sommersonnenwende. Historisch ist kein keltisches Mittsommerfest nachweisbar, jedoch feierten die Ostkelten im heutigen Kroatien zehn Tage vor der Sommersonnenwende die Heilige Hochzeit ihres Stammesgottes Toutanos mit der Göttin Rigani. In Irland, wo die Mittsommernacht Oiche Fheile Eoghain genannt wird, werden traditionell Mittsommerfeuer am Hügel der Fee Aine entzündet und auf der Isle of Man zahlt man traditionell an diesem Tag die Steuer an Manannan, den Schutzpatron der Insel.
Das Neuheidentum übernahm die Bräuche des Mittsommerfeuers und des Opfers an den „Wassermann“ sowie teilweise den Hieros Gamos von Göttin und Gott (mit unterschiedlichen Göttern assoziiert), die jedoch eher als Repräsentanten der Fruchtbarkeit denn als Stammesgötter angesehen werden. Haselnüsse, Walnüsse, Beeren, Eberesche und Kirschbäume gelten als Symbole des Mittsommerfestes. Im Neuheidentum sind als Begriffe für das Mittsommerfest „Alban Hefeyn“ (eher bei den Neo-Druiden) und „Litha“ (bei den Wiccanern) in Gebrauch, beide Begriffe stammen jedoch aus der Neuzeit und sind nicht der keltischen Geschichte entlehnt. Der Name Alban Hefeyn geht zurück auf Iolo Morganwg, während der Name Litha eine Neuschöpfung von Aidan Kelly aus den 1970er Jahren ist, die sich auf alten angelsächsischen Monatsnamen bezieht.

### Lughnasadh oder Lammasfest
- Mondfest

Lughnasadh ist ein irisches Spätsommerfest, das jedes Jahr ungefähr im Zeitraum 1. bis 15. August gefeiert wird. Verwandte irische Feste sind unter anderem das Fest des Crom Dubh und der Puck Fair. Im angelsächsischen Raum sind ähnliche Feste als „Lammas“ (von „Loaf-Mass“ eventuell „Fest der Brotlaibe“) bekannt und stellen eine Art Erntedankfest dar. Auch auf dem Festland sind große Feste und Märkte zu diesem Zeitraum weit verbreitet (unter anderem das Schnitterfest als Erntebeginn und Kräuterweihe), was wohl mit der Zeit der Ernte zusammenhängt und nicht auf den keltischen Kulturkreis beschränkt bleibt. Christianisiert wurden diese Festtermine mit Maria Himmelfahrt verbunden. Historisch ist aus der Spätantike das Fest der Stadt Lugdunum bekannt, das jährlich am ersten August begangen wurde und bei dem der Gott „Mercurius Augustus“ und die Göttin „Maia Augusta“ verehrt wurden. Einen Tag namens „Lugo“ zeigt auch der Coligny Kalender an.
Der irischen Sage nach wurde Lughnasadh von Lugh als Totenfest seiner Ziehmutter Tailtiu in Teltown gestiftet und enthielt unter anderem Spiele die den Olympiaden geähnelt haben sollen. Ein ähnliches Fest war Óenach Carman das jedoch nur alle neun Jahre zu Ehren des Sieges der Tuatha de Danaan über die zerstörerische Entität Carman gefeiert wurde.
Aus dem Volksbrauchtum Irlands ist Lughnasadh vor allem als Jahrmarkt und Viehmarkt überliefert, außerdem wurden zu diesem Zeitpunkt gerne Hochzeiten beschlossen. In der Vergangenheit gehörten Bardenwettkämpfe und Pferderennen zu Lughnasadh, bis heute jedoch Festlichkeiten mit Musik, Tanz und gewöhnlich viel Alkohol. Beim verwandten Puck´s Fair wird jährlich ein Ziegenbock symbolisch von einem Mädchen zum König von Irland gekrönt.
Das Neuheidentum übernahm Lughnasadh weitestgehend als Fest des Lugh sowie als Zeit der Heiligen Hochzeit zwischen Erdgöttin und Fruchtbarkeitsgott und der Wiedergeburt der Fruchtbarkeitsgöttin.

### Herbstäquinox oder Herbst-Tagundnachtgleiche
- Sonnenfest

am 23. September ist die Herbst-Tagundnachtgleiche. Historisch ist kein keltisches Herbstfest überliefert, auch gibt es kein heute noch bekanntes nachweisbar keltisches Volksbrauchtum zu diesem Zeitpunkt, in Teilen Irlands ist um diesen Zeitraum ein Mahl zur Feier des Ernteendes um den 23. September, das Blas an Fhomair üblich, in Schottland entspricht ihm der St. Michaels Day am 29. September,  bei denen Festivitäten und Tänze zu Ehren der Cailleach aufgeführt wurden, bei denen die Cailleach genannte Tänzerin symbolisch starb und mit einem „Druidenstab“ wieder zum Leben erweckt wurde. In England existiert ein herbstlicher Hirschtanz, der Abbots Bromley Horn Dance, der vielleicht auf keltisches oder angelsächsisches Brauchtum zurückgeht, allerdings zwischen dem 6. und 12. September begangen wird.
Als Indizien und Vorbilder für die modernen Feierlichkeiten des Herbstäquinox gelten eher die zahlreichen germanischen Herbstbräuche wie das Fest der Tamfana oder das altnordische Disarblót sowie das Wotansfest als Vorläufer zu Michaelis, von denen jedoch nachweisbar keines genau auf den Termin der Tagundnachtgleiche fällt.
Neuheidnische Rituale zum Herbstäquinox orientieren sich an genanntem gälischem und germanischem Brauchtum sowie mitunter am christlichen Erntedankfest, denn die ursprüngliche Bedeutung von „Herbst“ ist „Ernte“. Das Fest wird in der modernen Naturreligion als symbolischer Dank für ebendiese verstanden. Es werden Gaben (Trauben, Obst, Obstbrände, Fruchtweine, Met etc.) verschenkt und die Menschen dankten der Erd- oder Muttergöttin für die Früchte des Jahres. Die modernen Namen des Herbstäquinox wie „Alban Elved“ (Elued) oder „Mabon“ entstammen den Werken Iolo Morganwgs beziehungsweise dem Wicca-Glauben (der Name Mabon ist eine Neuschöpfung von Aidan Kelly aus den 1970er Jahren). Als Götter der Ernte werden „Erdgöttinnen“ wie Tailtiu, Rosmerta, Karnuntina oder Bui und „Fruchtbarkeitsgötter“ wie Cernunnos, Lugh, Mabon oder Amaethon interpretiert.